# MRP1
MRP1 (Multidrug resistance-associated Protein 1)は、ガンの多剤耐性の原因の1つである膜タンパク質である。ABCタンパク質のCサブファミリーに属しており、ABCC1として知られている。
MRP1が細胞膜で機能的に発現すると、多種多様な物質を基質として細胞内から細胞外へ排出する。ガン細胞の細胞膜でMRP1が発現すると、様々な抗ガン剤を基質として細胞内から細胞外へ排出することで、ガン細胞は多剤耐性化される。
MRP1による基質の認識、輸送機構は様々な研究が行われているが、その詳細は明らかになっていない。

## ゲノム位置と組織発現
ABCC1タンパク質をコードする遺伝子であるABCC1プロモーター遺伝子は、核内の染色体16にある。このタンパク質は、細胞膜の基底（basolateral）側細胞内に存在し、膜の頂端（apical）側にある他のATP結合カセット輸送体（ABCタンパク質）とは異なる。ABCC1は一般に、ヒトのほとんどの組織で見られるが、肺、脾臓、精巣、腎臓、胎盤、甲状腺、膀胱、副腎で特によく見られる。また、血液脳関門の内皮細胞にも見られる。

## 臨床的な意義

### 遺伝子多型の影響
ABCC1遺伝子の特定の多型（polymorphism）は、特定の種類のがんに対する罹病性の増加（がんになりやすさ）と関連していることが示されている。G2168A多型と、遺伝子の3'-UTR領域に見られる多型は、特に中国人集団で肺がんに対する罹病性の増加と関連があることが示されている。G2168A多型の保因者は、遺伝子に変異を持たない者よりもほぼ4倍高い割合で肺がんにかかる。ABCC1遺伝子内の多型も、疾患の重症度に大きな影響を与える傾向がある。これらの疾患の例には、嚢胞性線維症（CF）および慢性閉塞性肺疾患（COPD）が含まれる。嚢胞性線維症に関連して、ABCC1遺伝子の5'-UTR領域にG-260C多型を持つ者は、野生型遺伝子を持つ者よりもはるかに深刻な嚢胞性線維症の症例を示す傾向があった。慢性閉塞性肺疾患は、ABCC1遺伝子の2つの多型の影響を受けた。3'-UTR T866A多型を持っている場合、一般的に気道の炎症が少ないCOPDの重症度が低いケースがあった。一方、3'-UTR G3361A多型を有する者は一般に、COPDの重症度が高く、気道に大量の炎症を伴っていた。

### アルツハイマー病
ABCC1は、アルツハイマー病（AD）と関連する可能性があるため、ここ10年間で注目を集めている。脳内のβ-アミロイドタンパク質の蓄積は、ADのより顕著な兆候の1つであるが、これらのタンパク質が蓄積すると、脳内にある神経系の細胞間のシグナル伝達を妨げるプラークが形成され始める。ABCC1が脈絡叢および血液脳関門に存在すること、また、細胞から複数の種類の分子を輸送する能力を持つことにより、ABCC1は多くのAD研究において関心の対象となっている。トランスポータータンパク質が活性化されると、β-アミロイドの蓄積をほぼ80％減少させることが示されており、ADおよび他の神経障害の将来の治療において、ABCC1の使用に関するさらなる研究が行われている。

### がんにおける役割
ABCC1は、多くの化学療法薬を細胞外に輸送する能力があるため、がん性腫瘍細胞の多剤耐性に寄与する。ABCC1トランスポータータンパク質は、肺、乳房、および前立腺に見られる神経芽腫とがん細胞で、特によく見られる。非小細胞肺がん(NSCLC)および小細胞肺がん(SCLC)において、ABCC1のより高い発現は、化学療法薬に対する反応の低下と、生存率の低下を示した。同様の結果が初期段階の乳がんでも見られ、トランスポーター遺伝子の発現増加は、再発するまでの時間の短縮および生存率の低下と相関していた。前立腺がんでは、化学療法薬への耐性を認め、病期とともにABCC1の発現が増加することが判明した。